# Easy Taxi
Easy Taxi foi um aplicativo de solicitação de táxis para dispositivos móveis criado no Brasil e disponível em 30 países, atualmente é propriedade da espanhola Maxi Mobility. O aplicativo, agora fazendo parte do Cabify, permitia que os usuários reservassem um táxi e o acompanhassem em tempo real. O mesmo aplicativo para iOS, Android ou Windows Phone pôde ser usado em todos os lugares em que os táxis parceiros operam.
Easy Taxi foi fundado em 2011 e desde então se expandiu a nível global, abrangendo a rede de 30 países e mais de 420 cidades. Em dezembro de 2014, a empresa informou que atingiu o número de 17 milhões de usuários e que mais de 400.000 motoristas de táxi são afiliados a uma rede Easy Táxi.
A empresa start-up é apoiada, principalmente, pela maior incubadora de e-Commerce do mundo, Rocket Internet, mas também outros investidores, incluindo Millicom e iMENA asseguram a posição de Easy Táxi em mercados emergentes. As quatro últimas séries de investimentos levaram Easy Táxi a mais de 77 milhões de dólares em apoio.

## História
A ideia original surgiu no início de 2011, a partir dos fundadores, Tallis Gomes e Daniel Cohen. Segundo Gomes, o principal motivo para iniciar a empresa foi a ineficiência do transporte de táxi que ele tinha vivenciado no Rio de Janeiro, durante um dos eventos de inicialização:

"Eu estava participando de um evento para start-ups no Leblon e eu estava esperando por um táxi por cerca de meia hora em uma noite chuvosa. Naquela época, eu estava planejando criar um aplicativo de monitoramento de ônibus, mas eu mudei de ideia e decidi investir nesta solução."
 O conceito foi apresentado pela primeira vez ao público durante a Startup Weekend RIO de 2011. No mesmo ano a empresa ganhou o concurso Startup Farm Rio e entrou para o grupo dos cinco finalistas selecionados a partir da pontuação de participantes da competição SmartCamp apoiada pelo IBM. Em conjunto com outros finalistas, Easy Táxi foi convidada para a conferência de alta tecnologia no Rio de Janeiro, que reuniu líderes empresariais e funcionários do governo interessados em resolver os problemas urbanos.
O aplicativo foi lançado em versão beta em abril de 2012, depois de uma fase introdutória de dois meses. Os fundadores são Daniel Cohen, Vinicius Gracia e Marcio William, formando a primeira equipe.
 O Rio de Janeiro serviu como um mercado de teste para Easy Táxi, com um lançamento oficial do aplicativo em abril de 2012. O modelo inicial de negócio foi baseado em cobrar R$2 do motorista por cada corrida concluída. Durante o primeiro ano de operações, a empresa conseguiu adquirir mais de 5000 de motoristas e 200.000 usuários.
Antes de entrar em São Paulo, Alex Tabor, um investidor-anjo do Peixe Urbano, apoiou a empresa com o primeiro grande financiamento.
O verdadeiro ponto de virada veio com a primeira rodada de investimento de 4,9 milhões de dólares da Rocket Internet em outubro de 2012. A recente entrada de fundos permitiu que Easy Táxi expandisse no exterior para o seu primeiro mercado internacional, no México.
Em 24 de junho de 2013, a Easy Táxi recebeu a Série B de investimento da Latin America Internet Holding (LIH)  uma joint venture entre a Rocket Internet e a Millicom, assegurando outros 15 milhões de dólares. Nesse período, a empresa afirmava ter mais de 1 milhão de downloads e 30000 motoristas na rede. Os novos recursos foram destinados para a expansão internacional na Ásia e América Latina, melhoria do atendimento e novos recursos. Após a inserção de capital, a empresa entrou em vários novos mercados, incluindo a Malásia (julho de 2013), Filipinas e Tailândia (agosto de 2013), e Hong Kong.
Outra rodada de financiamento de 10 milhões de dólares  e um plano para enfrentar um novo mercado – África, foram anunciados em julho de 2013. O joint venture responsável pelo investimento, foi a Africa Internet Group, apoiado pela Rocket Internet e  operadora de telecomunicações Millicom, proprietária de 35%.
Em outubro de 2013, a Rocket Internet e iMENA Holding associaram-se, lançando o aplicativo no Oriente Médio e Norte da África. O investimento equivaleu a 7 milhões de dólares e foi destinado à distribuição regional do aplicativo, que começou na Arábia Saudita. Quando lançado na Nigéria, a empresa também anunciou planos de entrar em Gana, Egito, Marrocos, Costa do Marfim e África do Sul até o final de 2013.
O conceito original de priorização de mercados que têm problemas de mobilidade urbana e experienciam ineficiência em seus sistemas de transporte constitui ainda hoje uma parte integrante da estratégia de expansão da Easy Taxi, com quase todos os seus mercados pertencendo ao grupo das economias emergentes.
Em 2019, a Easy Taxi e a Cabify fizeram uma integração global. O objetivo era operar de forma conjunta na Espanha, Colômbia, México, Peru, Chile, Equador e Argentina, além do Brasil.

## Prêmios
A empresa ganhou vários prêmios como pioneira no serviço de pedido de táxi na América Latina. Isso inclui o Startup Weekend RIO de 2011, a IBM SmartCamp Brazil de 2011, o Startup Farm RIO 2011 e TNW Brazil Awards.
Foi destaque como melhor aplicativo de 2014 na App Store e Google Play.

## Responsabilidade Social
A Easy Táxi está apoiando programas de responsabilidade social para a indústria de táxi em todo o mundo. No Brasil, implementou um sistema chamado "Bibliotaxis", através do qual os passageiros podem pegar livros emprestados disponíveis no interior de táxis, devolvendo-os na próxima viagem. Em outros países da América Latina, em parceria com restaurantes e bares locais, promove a "Campanha se beber, não dirija." Nas Filipinas, por sua vez, a empresa implementou uma série de treinamento físico e educacional para os motoristas, que visa melhorar a imagem do setor de transportes, em Manila, e apresentá-la como segura e eficiente.